# Mordella goyasensis
Mordella goyasensis es una especie de coleóptero de la familia Mordellidae.

## Distribución geográfica
Habita en Brasil.